# 1252.
◄ | 12. stoljeće | 13. stoljeće | 14. stoljeće | ►
◄ | 1220-ih | 1230-ih | 1240-ih | 1250-ih | 1260-ih | 1270-ih | 1280-ih | ►
◄◄ | ◄ | 1249. | 1250. | 1251. | 1252. | 1253. | 1254. | 1255. | ► | ►►
Arhitektura • Astronomija • Glazba • Knjige • Književnost • Kršćanstvo • Medicina • Pravo • Promet • Znanost

## Događaji
- osnovan Stockholm

## Smrti
- 31. svibnja – Ferdinand III. Kastiljski, kralj Kastilje i Španjolske

## Vanjske poveznice
|  | Zajednički poslužitelj ima još gradiva o temi 1252. |